# 阿图瓦地区维特里
阿图瓦地区维特里（法語：Vitry-en-Artois，法語發音：[vitʁi ɑ̃.n‿aʁtwa]），或纯音译作维特里昂纳图瓦，是法国上法蘭西大區加来海峡省的一个市镇，位于该省东部，属于阿拉斯区。

## 地理
阿图瓦地区维特里（50°19'33"N, 2°58'59"E）面积18.78 平方千米，位于法国上法蘭西大區加来海峡省，该省份为法国北部沿海省份，西北濒北海，南至索姆省，东临北部省。
与阿图瓦地区维特里接壤的市镇（或旧市镇、城区）包括：基耶里拉莫特、比亚什圣瓦斯特、布勒比耶尔、弗雷讷莱蒙托邦、伊泽勒莱塞凯尔尚、努瓦耶勒苏贝洛讷、萨伊昂奥斯特雷旺。

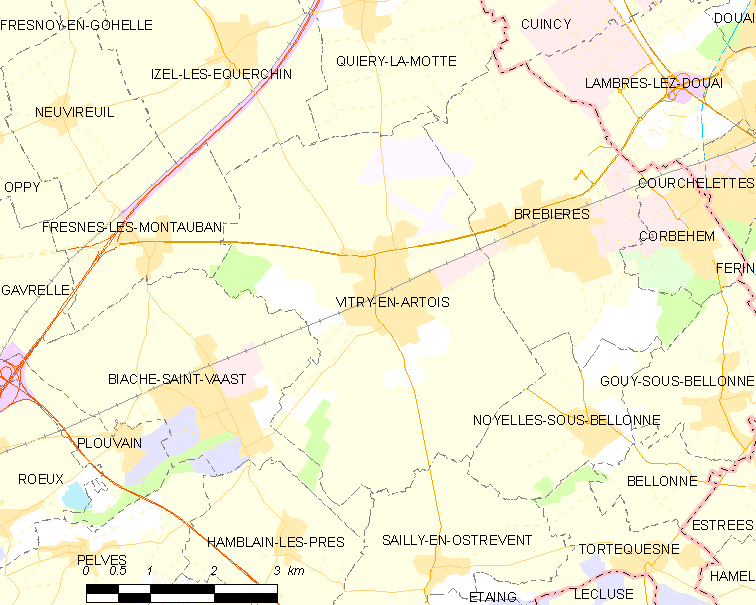
阿图瓦地区维特里的OSM定位图

阿图瓦地区维特里的时区为UTC+01:00、UTC+02:00（夏令时）。

## 行政
阿图瓦地区维特里的邮政编码为62490，INSEE市镇编码为62865。

## 政治
阿图瓦地区维特里所属的省级选区为布勒比耶尔县。

## 人口

1962-2008年间阿图瓦地区维特里人口变化图示

阿图瓦地区维特里于2022年1月1日时的人口数量为4842人。